# Monarda pectinata
Monarda pectinata es una especie de planta perteneciente a la familia Lamiaceae. El nombre del género Monarda, es en honor al médico y botánico Nicolás Monardes; y el epíteto pectinata, se debe a que las brácteas interiores son pectinado-ciliadas, o sea  dispuesta hacia un solo lado, como las púas de un peine.

## Descripción
Plantas generalmente de 15 a 30 (50) cm de alto. Tallo a menudo ramificado desde la base. Hojas delgadas a firmes de 25 a 35 (15 a 50) mm de largo, de 4 a 12 mm de ancho, la parte más ancha cerca del centro del limbo; ápice de la hoja usualmente agudo; base de la hoja acuminada; haz con muy pocas cerdas cortas, envés con pocas cerdas cortas; pecíolos de 2 a 20 mm de largo. Brácteas exteriores que sostienen los glomérulos foliáceas; pedicelo pubescente con pocos pelos cortos encorvados hacia arriba hasta 1 mm de largo. Porción no expandida del tubo de la corola de 3 a 8 mm de largo, porción expandida de 4 a 7 mm de largo, labio superior partido en el ápice, de 4 a 6 mm de largo, labio inferior de 5 a 6 mm de largo; corola de 8 a 11 mm de largo, saco antérico azul, de 1,8 a 2,3 mm de largo, estilo de 15 a 23 mm de largo. Corola blanca a rosada, centro del labio inferior indefinidamente amarillento con manchas moradas irregulares que conducen a los nectarios. Cromosomas n= 8, 18.

## Distribución
Del sur de los Estados Unidos al norte de México.

## Hábitat
Es una maleza en planicies áridas y praderas.